# إلياس المر
إلياس المرّ (1962 - )، سياسي اللبناني. هو نجل النائب ميشال المرّ. تعرّض إلى محاولة اغتيال في 12 يوليو 2005 في بيروت.

## مناصبة الوزارية
تولّى عدة مناصب وزارية بعدة حكومات:
- في 26 أكتوبر 2000 عُيّن وزيرًا للداخلية والبلديات وذلك في حكومة الرئيس رفيق الحريري في عهد الرئيس إميل لحود، وفي 17 أبريل 2003 أعيد تعيينه بنفس المنصب في حكومة الرئيس رفيق الحريري في عهد الرئيس إميل لحود.
- في 19 أبريل 2005 عُيّن نائبًا لرئيس مجلس الوزراء ووزيرًا للدفاع الوطني في حكومة الرئيس نجيب ميقاتي في عهد الرئيس إميل لحود وذلك حتى صدور مرسوم تشكيل الحكومة الجديدة في 19 يوليو 2005 والتي رأسها الرئيس فؤاد السنيورة في عهد الرئيس إميل لحود وقد أُعيد تعيينه نائبًا لرئيس مجلس الوزراء ووزيرًا للدفاع الوطني، وبقي بالمنصب حتى 11 يوليو 2008.
- في 11 يوليو 2008 عين وزيرًا للدفاع الوطني في حكومة الرئيس فؤاد السنيورة في عهد الرئيس ميشال سليمان وذلك حتى 9 نوفمبر 2009، وفي ذلك اليوم صدر مرسوم تشكيل الحكومة والتي يرأسها سعد الدين الحريري في عهد الرئيس ميشال سليمان وعُيّن فيها نائبًا لرئيس مجلس الوزراء ووزيرًا للدفاع الوطني، وبقي في المنصب حتى 13 يونيو 2011.

## حياته الأسرية
كان متزوج من كارين ابنة الرئيس إميل لحود، إلّا إنه طلّقها بعد الخلافات بينه وبين والدها.